# Arquidiócesis de Acra
La arquidiócesis de Acra (en latín: Archidioecesis Accraënsis y en inglés: Roman Catholic Archdiocese of Accra) es una circunscripción eclesiástica de la Iglesia católica en Ghana. Se trata de una arquidiócesis latina, sede metropolitana de la provincia eclesiástica de Acra. Desde el 2 de enero de 2019 su arzobispo es John Bonaventure Kwofie, de la Congregación del Espíritu Santo.

## Territorio y organización

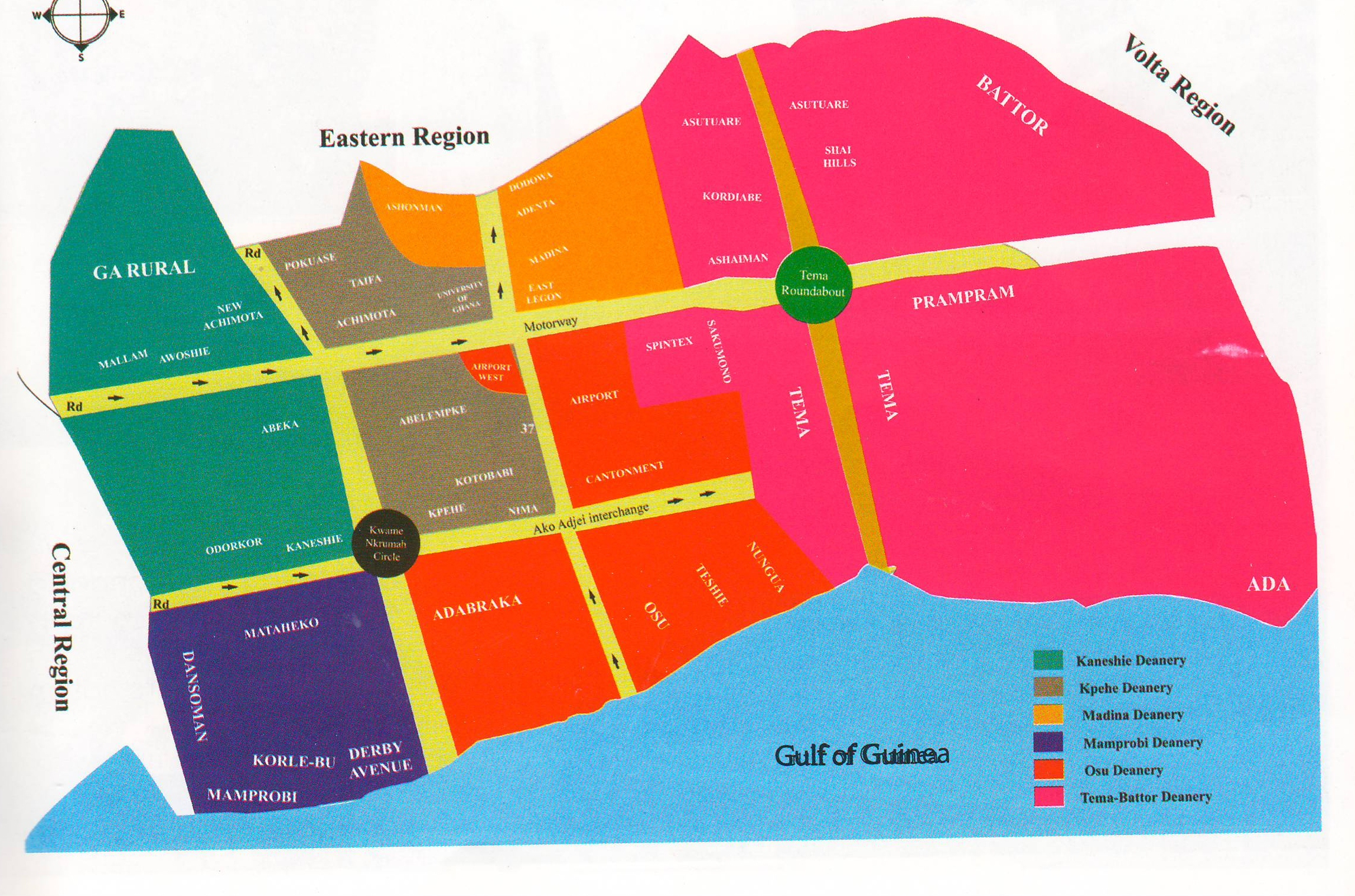
Mapa de los decanatos de la arquidiócesis

La arquidiócesis tiene 3255 km² y extiende su jurisdicción sobre los fieles católicos de rito latino residentes en la región Gran Acra.
La sede de la arquidiócesis se encuentra en la ciudad de Acra, en donde se halla la Catedral del Espíritu Santo.
La arquidiócesis tiene como sufragáneas a las diócesis de: Ho, Jasikan, Keta-Akatsi y Koforidua.
En 2022 en la arquidiócesis existían 93 parroquias agrupadas en 8 decanatos: Kaneshie, Mamprobi, Kpehe, Osu, 
Madina, Tema, Battor y Ashiaman.

## Historia
La prefectura apostólica de Acra fue erigida el 2 de diciembre de 1943, derivando el territorio del vicariato apostólico de Gold Coast (hoy arquidiócesis de Cape Coast).
El 12 de junio de 1947 la prefectura apostólica fue elevada a vicariato apostólico con la bula Si evangelicos fructus del papa Pío XII.
El 18 de abril de 1950 el vicariato apostólico fue elevado a diócesis con la bula Laeto accepimus del papa Pío XII. Originalmente era sufragánea de la arquidiócesis de Cape Coast.
El 6 de julio de 1992 cedió una parte de su territorio para la erección de la diócesis de Koforidua mediante la bula Quod iusta y al mismo tiempo fue elevada al rango de arquidiócesis metropolitana con la bula Quae maiori del papa Juan Pablo II.

## Estadísticas
Según el Anuario Pontificio 2023 la arquidiócesis tenía a fines de 2022 un total de 405 730 fieles bautizados.
| Año                                                                             | Población            | Población | Población      | Sacerdotes | Sacerdotes    | Sacerdotes    | Bautizados por sacerdote | Diáconos permanentes | Religiosos | Religiosos | Parroquias |
| Año                                                                             | Bautizados católicos | Total     | % de católicos | Total      | Clero secular | Clero regular | Bautizados por sacerdote | Diáconos permanentes | Varones    | Mujeres    | Parroquias |
| ------------------------------------------------------------------------------- | -------------------- | --------- | -------------- | ---------- | ------------- | ------------- | ------------------------ | -------------------- | ---------- | ---------- | ---------- |
| 1950                                                                            | 31 445               | 1 311 464 | 2.4            | 39         | 3             | 36            | 806                      |                      | 8          | 23         |            |
| 1957                                                                            | 55 531               | ?         | ?              | 53         | 4             | 49            | 1047                     |                      | 8          | 43         | 5          |
| 1970                                                                            | 125 100              | 1 347 764 | 9.3            | 82         | 1             | 81            | 1525                     |                      | 115        | 87         | 22         |
| 1980                                                                            | 180 000              | 2 240 000 | 8.0            | 79         | 14            | 65            | 2278                     |                      | 110        | 109        | 24         |
| 1990                                                                            | 334 833              | 3 261 000 | 10.3           | 121        | 51            | 70            | 2767                     |                      | 95         | 136        | 41         |
| 1999                                                                            | 129 826              | 3 870 000 | 3.4            | 83         | 50            | 33            | 1564                     |                      | 53         | 62         | 27         |
| 2000                                                                            | 130 000              | 3 100 000 | 4.2            | 88         | 59            | 29            | 1477                     |                      | 49         | 52         | 25         |
| 2001                                                                            | 131 500              | 3 906 500 | 3.4            | 78         | 47            | 31            | 1685                     |                      | 49         | 66         | 28         |
| 2002                                                                            | 132 035              | 2 909 643 | 4.5            | 98         | 60            | 38            | 1347                     |                      | 59         | 68         | 30         |
| 2003                                                                            | 139 000              | 3 112 500 | 4.5            | 105        | 62            | 43            | 1323                     |                      | 67         | 80         | 32         |
| 2004                                                                            | 142 543              | 3 527 427 | 4.0            | 107        | 65            | 42            | 1332                     |                      | 69         | 73         | 35         |
| 2005                                                                            | 151 728              | 3 604 000 | 4.2            | 111        | 67            | 44            | 1366                     |                      | 74         | 78         | 42         |
| 2006                                                                            | 180 432              | 3 683 000 | 4.9            | 116        | 74            | 42            | 1555                     |                      | 75         | 88         | 51         |
| 2011                                                                            | 197 054              | 4 164 000 | 4.7            | 153        | 88            | 65            | 1287                     |                      | 104        | 88         | 23         |
| 2012                                                                            | 201 000              | 4 258 000 | 4.7            | 148        | 82            | 66            | 1358                     |                      | 137        | 36         | 24         |
| 2015                                                                            | 357 000              | 4 544 000 | 7.9            | 189        | 115           | 74            | 1888                     |                      | 127        | 81         | 32         |
| 2018                                                                            | 382 370              | 4 865 460 | 7.9            | 199        | 133           | 66            | 1921                     |                      | 128        | 89         | 36         |
| 2020                                                                            | 399 900              | 5 093 000 | 7.9            | 204        | 139           | 65            | 1960                     |                      | 104        | 104        | 44         |
| 2022                                                                            | 405 730              | 5 167 110 | 7.9            | 215        | 143           | 72            | 1887                     |                      | 120        | 115        | 93         |
| Fuente: Catholic-Hierarchy, que a su vez toma los datos del Anuario Pontificio. |                      |           |                |            |               |               |                          |                      |            |            |            |

## Episcopologio
- Adolph Alexander Noser, S.V.D. † (1944-8 enero de 1953 nombrado vicario apostólico de Alexishafen)
- Joseph Oliver Bowers, S.V.D. † (8 enero de 1953-16 enero de 1971 nombrado obispo de Saint John)
- Dominic Kodwo Andoh † (3 de julio de 1971-30 de marzo de 2005 retirado)
- Gabriel Charles Palmer-Buckle (30 de marzo de 2005-11 de mayo de 2018 nombrado arzobispo de Cape Coast)
- John Bonaventure Kwofie, C.S.Sp., desde el 2 enero de 2019